# Alfredo Bazoli
Alfredo Bazoli (Brescia, 15 dicembre 1969) è un politico italiano, dal 13 ottobre 2022 senatore della Repubblica per il Partito Democratico e vice-capogruppo vicario al Senato, dopo essere stato deputato alla Camera dal 15 marzo 2013 al 12 ottobre 2022.

## Biografia
Nato a Brescia, dove consegue il diploma di maturità presso il liceo classico Arnaldo, è figlio di Luigi Bazoli, assessore all'urbanistica nella giunta comunale di Cesare Trebeschi (1975-1985), e Giulietta Banzi Bazoli, una delle vittime della Strage di Piazza della Loggia. Suo nonno fu Stefano Bazoli, membro dell'Assemblea Costituente e deputato alla Camera durante la I legislatura per la Democrazia Cristiana, mentre suo zio è Giovanni Bazoli, presidente del Banco Ambrosiano prima e di Intesa Sanpaolo poi, e suo bisnonno fu Luigi Bazoli, tra i fondatori del Partito Popolare Italiano di Luigi Sturzo e deputato alla Camera per lo stesso dal 1919 al 1921. È sposato con tre figli.
Si laurea in giurisprudenza presso l'Università degli Studi di Pavia con il voto di 110 e lode nel 1993 e dal 1996 è iscritto all’Albo degli Avvocati di Brescia, specializzato in diritto societario, bancario e amministrativo.
Fa parte di realtà culturali e associative della città di Brescia, tra cui la rivista di cultura politica Città e dintorni, la confraternita di beneficenza Congrega della Carità Apostolica e la onlus Mine Action Italy.

## Attività politica

### Gli inizi
Inizia la sua attività politica contribuendo nel 1995 alla fondazione dei Comitati per l'Italia che vogliamo (che nel 1996 diventa Movimento per l'Ulivo) a sostegno dell'ex presidente dell'IRI Romano Prodi, e al relativo Movimento dei Giovani per L'Ulivo a Brescia.
Nel 1999 aderisce a I Democratici (I Dem) di Prodi e Arturo Parisi, che fonde il Movimento per l'Ulivo con le Centocittà dei sindaci ulivisti, Italia dei Valori di Antonio Di Pietro, La Rete di Leoluca Orlando e Unione Democratica di Antonio Maccanico, diventando l'anno successivo portavoce provinciale di Brescia.
Nel 2002 aderisce a La Margherita di Francesco Rutelli, lista elettorale che divenne un partito raccogliendo I Dem, Rinnovamento Italiano di Lamberto Dini e il Partito Popolare Italiano di Pierluigi Castagnetti, con cui alle elezioni amministrative del 2003 viene eletto, tra le sue liste, consigliere di circoscrizione della circoscrizione comunale centro di Brescia.
Nei Democratici di Prodi e nella Margherita, si è sempre battuto per la nascita del Partito Democratico (PD), per il quale è stato eletto all'assemblea nazionale costituente nel 2007 e nominato presidente della Direzione provinciale di Brescia nel 2008.
Alle elezioni amministrative del 2008 si candida al consiglio comunale di Brescia, tra le liste del PD a sostegno del candidato sindaco del centro-sinistra Emilio Del Bono, venendo tuttavia non eletto, ma nel 2010 diventa consigliere comunale.
Nel 2012 ha sostenuto la candidatura dell'allora sindaco di Firenze Matteo Renzi alle elezioni primarie del centro-sinistra "Italia. Bene Comune" per la scelta del candidato alla Presidenza del Consiglio, scontrandosi con l'ex sindaco di Brescia Paolo Corsini, sostenitore dell'allora segretario del PD Pier Luigi Bersani.

### Elezione a deputato
Nel dicembre 2012 partecipa alle elezioni primarie "Parlamentarie” del PD per scegliere i candidati al Parlamento alla imminenti elezioni politiche, arrivando terzo con 4218 preferenze dietro Miriam Cominelli (6.423) e Paolo Corsini (4.615), venendo candidato alla Camera dei deputati, tra le liste del PD nella circoscrizione Lombardia 2 in ottava posizione, venendo eletto deputato. Durante la XVII legislatura è stato componente della 2ª Commissione Giustizia e della Commissioni parlamentare d'inchiesta sul rapimento e morte di Aldo Moro.
Alle elezioni politiche del 2018 viene ricandidato alla Camera, tra le liste del Partito Democratico nel collegio plurinominale Lombardia 3 - 01, venendo rieletto a Montecitorio. Nel corso della XVIII legislatura è stato membro e capogruppo per il PD nella 2ª Commissione Giustizia, componente del Comitato parlamentare per i procedimenti di accusa e vicepresidente della Giunta per le autorizzazioni.
In vista delle primarie del PD del 2019 sostiene la mozione del segretario uscente Maurizio Martina, ex ministro delle politiche agricole nei governi Renzi e Gentiloni e rappresentante l'area "filo-renziana" del partito, che risulterà perdente arrivando secondo dietro a Nicola Zingaretti con il 22% dei voti.

#### Prima proposta di legge sul suicidio assistito
Il 9 dicembre 2021, le commissioni Affari sociali e Giustizia della Camera dei Deputati approvano un disegno di legge, di cui Bazoli è stato co-relatore (insieme a Nicola Provenza), volto a regolamentare le procedure per il suicidio assistito secondo quanto previsto da una sentenza della Corte costituzionale del 2019; la bozza del ddl è nata dall’accorpamento di varie proposte presentate negli anni da partiti politici di centro-sinistra e di centro, includendo anche alcune modifiche richieste dai partiti di centro-destra, ma è stata criticata dall'Associazione Luca Coscioni, che ha inviato ai parlamentari alcuni emendamenti.
La discussione del testo alla Camera inizia il 13 dicembre seguente, e la proposta di legge viene approvata dall'aula il 10 marzo 2022, con 253 voti a favore, 117 contrari e un'astensione. Tuttavia, il ddl non viene mai discusso al Senato lungo il resto della XVIII legislatura.

### Senatore e vice-capogruppo del PD
Alle elezioni politiche anticipate del 2022, Bazoli viene candidato al Senato della Repubblica, tra le liste del Partito Democratico - Italia Democratica e Progressista (PD-IDP) nel collegio plurinominale Lombardia - 03, venendo eletto senatore. Nella XIX legislatura, fa parte della 2ª Commissione Giustizia, della Giunta delle elezioni e delle immunità parlamentari e del Comitato parlamentare per i procedimenti di accusa, oltre a ricoprire, dal 6 giugno 2023, l'incarico di vice-capogruppo vicario del gruppo parlamentare PD-IDP al Senato.

#### Seconda proposta di legge sul suicidio assistito
Il 14 novembre 2022, Bazoli deposita ufficialmente un disegno di legge di iniziativa parlamentare sulla regolamentazione delle procedure per il suicidio assistito, che ha ripreso il testo unificato già approvato dalla Camera dei deputati nel marzo del 2022. La discussione del testo nelle commissioni Giustizia e Affari sociali del Senato inizia il 26 marzo 2024.